# Gerson-terápia
A Gerson-terápia Max Gersonról (1881–1959) elnevezett egészség-helyreállító módszer. 
Lényege, hogy a beteg maximális mennyiséget kap a lehető legjobb, tökéletesen tiszta és változatos tápanyagokkal telített bioalapanyagból előállított táplálékból. 
Mihelyt a tápanyagok elárasztják a szervezetet, gyorsan felszívódnak, és a sejtekben felhalmozódott  mérgeket kihajtják a vérbe s tovább a májba. A Gerson-módszer a máj tehermentesítését gyakori kávébeöntéssel segíti a végbélnyíláson keresztül. Ez a Gerson-módszer nehezen elfogadtatható eleme, mert korunkban már a saját magunknak adott beöntés módszere elfelejtődött a hétköznapi általános gyakorlatból. 
A módszer során megtanított beöntéstechnika, amikor a betegek vagy akik megelőzésként, hétköznapi tisztításként akarják használni a Gerson-módszer egyes elemeit, ezt elsajátítják, akkor már nagy megkönnyebbülést, tisztaságérzést, örömet hoz az életükbe.
Ez a két legfontosabb: 
- táplálás
- tisztítás

Lánya, Charlotte Gerson és a magyar származású Beata Bishop 2009-ben magyar fordításban is megjelent könyvében részleteiben is ismerteti a minden ízében kidolgozott módszert.
Könyvük címe: A rák és egyéb krónikus betegségek gyógyítása.

## Hipertáplálkozás
Érdemes pillantást vetni a legintenzívebb, Max Gerson-tól származó program napirendjére. Ez a rákbetegek és súlyosan krónikus degeneratív betegségben szenvedők egészség-visszaszerző programja. Az ajánlások ezt redukálják le az egészséget akarók egyéni céljaihoz és lehetőségeihez.

### Legintenzívebb napi program
6-tól 22-ig óránként frissen préselt biolevek, Narancs, zöld, Répa/alma Répa,... stb. stb. (narancs naponta csak egyszer)
közben reggeli, ebéd, vacsora, egyik fő étel a Hippokratész leves, valamint sok recepttel szolgál a módszer kidolgozója és továbbvivői.

## Méregtelenítés

### Kávébeöntés
A kávébeöntés elsősorban a májat segíti. Ez úgy valósul meg hogy a vastagbélből a májhoz közvetlenül vezető vénákon keresztül a koffein gyorsan eljut a májba és segíti a addigra már kiválasztott mérgek kiürítésében. (Ezt a hatást sok-sok ezren megtapasztalták már a világon, élvezték a kávébeöntések során, mióta felfedezték ezt a módszert, ezt a hatást..)
Mivel a koffein májba jutása időt igényel, ezért a kb. 1 liter kávéoldatot jobb oldalán fekve (a leszálló vastagbél elhelyezkedése miatt), bent tartja a tisztulni akaró, kb 12-15 percig. Igy háromszor fordul meg a vérkeringés a beöntés során. A javaslat az, hogy ezt az időt gondolatban befelé fordulva, meditálva, relaxálva érdemes eltölteni.
Hogy az esetleges bélben kialakuló nyomás nehézséget ne okozzon, a bármely patikában, gyógyászati boltban beszerezhető beöntőkészülék végbélbe csatlakozó végét érdemes ezalatt az idő alatt bent tartani, hogy a nyomás a folyadék esetleges oda-visszaáramlásával kiegyenlítődhessen.
Ha valaki leküzdi a mai társadalom beöntések iránti ellenszenvét, akkor ezt nem nehéz megtanulni, begyakorolni, és így egy olyan tisztító, mélyen, a máj szintjén tisztító eszközt szerez magának, ami ebben az elszennyezett, civilizált környezetben alkalmas mérgezettségének csökkentésére, szervezetének regenerációjára.